# 法比安·霍兰
法比安·霍兰（德語：Fabian Holland，1990年7月11日—）是一位德国足球运动员，于场上司职后卫，自2014-15赛季起效力于当时身处德乙的俱乐部达姆施塔特98。

## 俱乐部生涯
出生于柏林的霍兰自幼便在上诺伊恩多夫的社区俱乐部博格斯多夫森林（FSV Forst Borgsdorf）开始踢足球，之后于2003年转投德甲俱乐部柏林赫塔的青训营。在那里，他经历了所有组别的青年队，并于2008年夏天升入二队，自2009-10赛季开始成为主力球员。2010年夏天，霍兰被诊断出患有沃尔夫-帕金森-怀特综合征，必须接受心脏手术。但他很快便从手术中恢复过来，并于2010年10月重返赛场。2011年2月初，霍兰得以首次跟随柏林赫塔一线队训练。同年4月21日，他在对阵凯泽斯劳滕的比赛中首发出场，完成了自己的德甲首秀。尽管赫塔在赛季结束后降级，霍兰却能够于2012-13赛季德乙成为球队的主力。其首份职业合同的有效期至2013年6月底，后于2012年12月提前延长至2016年6月底。
2014-15赛季，霍兰被租借至德乙俱乐部达姆施塔特98效力，为期一年。2014年10月17日，他在德国足协杯主场经过点球大战以4-5不敌沃尔夫斯堡的比赛中首次代表百合花出场。霍兰在乙级联赛中出场26次并射入1球，为球队来季升入德甲做出了贡献。2015年7月5日，霍兰与达姆施塔特98签订了一份为期两年的合同，因后者具有租借转购买的选择权。达姆施塔特需要为此支付25万欧元的租借费和35万欧元的转会费。然而，由于球队能够升入德甲，转会费上涨至50万欧元。在为达姆施塔特98效力两年并踢了44场德甲比赛后，他于2016-17赛季随百合花降入德乙。自2018年底开始，霍兰一直担任这支黑森州南部球队的队长。在2020-21赛季期间，他于11月被检测出新冠病毒阳性；尽管如此，霍兰还是在德乙出场29次并射入1球，随队以积分榜第七名完赛。2021-22赛季，达姆施塔特在新任主帅托尔斯滕·利伯克内希特的带领下以积分榜第四名完赛；霍兰于当季的34场比赛中仅缺席1分钟，贡献了3个入球及4次助攻。2022年12月，他将合同延长至2025年。

## 国家队生涯
霍兰曾代表拉尔夫·明格麾下的德国20岁以下国家足球队参加过其个人唯一的1场国际比赛，在友谊赛中对阵意大利。